# Карел Конрад (журналіст)
Карел Конрад (чеськ. Karel Konrád, 28 березня 1899, Лоуни — 11 грудня 1971, Прага) — чеський письменник-фантаст та журналіст, був членом об'єднання «Дев'ятисил».

## Біографія
Карел Конрад народився в місті Лоуни в сім'ї торговця борошном. Він навчався у місцевій школі разом із Константином Біблом, у 1917 році отримав свідоцтво про середню освіту. Майже відразу після завершення навчання Карел Конрад вимушений був вступити на військову службу. Відразу після Першої світової війни він брав участь у опануванні Чехословаччиною словацьких земель. Після війни Карел Конрад поступив на навчання до Карлового університету, де вивчав спочатку хімію на технічному факультеті, пізніше історію і географію, проте так і не закінчив навчання. З 1923 року Карел Конрад займався виключно творчою роботою. у 1925 році він працював у редакції газети «Rudé právo», проте у зв'язку із незгодою з редакційною політикою за короткий час покинув редакцію, й повернувся до роботи в газеті в 1945 році, цього разу працював у редакції газети до 1948 року. Карел Конрад був співзасновником журналу «Trn», який він редагував до 1933 року.
22 грудня 1939 року Карел Конрад одружився з Міленою Полановою, дочкою плзеньського поета і літературного критика Богумила Полана.
З 1946 року Карел Конрад перейшов на роботу на кіностудії «Баррандов», де він пропрацював на різних посадах до 1957 року, після чого пішов на пенсію.
У 1930 році Карел Конрад подорожував по Франції та Італії. а після 1945 року також відвідав Югославію, СРСР та Польщу. Свої враження від поїздок він описав у серії репортажів.

## Творчість
На творчість Карела Конрада великий вплив мав поетизм. Книги Конрада перекладені угорською, німецькою, сербохорватською і польською мовами.

### Газети і журнали
Карел Конрад дописував до низки періодичних видань, зокрема «Trn» (1924—1932), «Tvorba» (1927—1947), «Plamen» (1959—1965), вечірнього випуску «Rudé právo» (1924—1926) та низки інших видань.

#### Книги
- Робінзонада (чеськ. Robinsonáda, 1926)
- Рінальдіно (чеськ. Rinaldino, 1927)
- Діна (чеськ. Dinah, 1928)
- Подвійна тінь (чеськ. Dvojí stín, 1930)
- По діагоналі (чеськ. Ve směru úhlopříčny, 1930)
- Звільнений! (чеськ. Rozchod!, 1934)
- Середземноморське дзеркало (чеськ. Středozemní zrcadlo, 1935)
- Художник Войтех Тіттельбах (чеськ. Malíř Vojtěch Tittelbach)
- Постелі без небес (чеськ. Postele bez nebes, 1939)
- Послання сором'язливим коханцям (чеськ. Epištoly k nesmělým milencům, 1941)
- Із рідного квіткового горщика (чеськ. Z rodné květnice, 1942)
- Берег снів (чеськ. Břeh snů, 1944)
- Пісні краплі (чеськ. Postní krůpěje, 1945)
- Шестиразова луна (чеськ. Šestinásobná ozvěna, 1948)
- Кропив'яна тканина (чеськ. Tkáno z kopřiv, 1948)
- Фанфари і грані (чеськ. Fanfáry a hrany, 1949)
- Місто червоних троянд (чеськ. Místo rudých růží, 1949)
- Записник із відпустки (чеськ. Zápisník z dovolené, 1949)
- Супровід (чеськ. Doprovody, 1950)
- Юліус Фучік в Лоунах (чеськ. Julius Fučík v Lounech, 1950)
- Почуй мене! (чеськ. Slyš mě!, 1950)
- Це, що на серці (чеськ. Co na srdci, 1951)
- Ніколи не погоджуйтесь на другорядну роль! (чеськ. Nikdy se nespokojte s podružnou rolí!, 1951)
- Константину Біблу (чеськ. Konstantinu Bieblovi, 1952)
- Подорож по новій Польщі (чеськ. Projíždíš novým Polskem, 1952)
- На чорному годиннику (чеськ. Na černé hodince, 1953)
- Оповідь про Їржі Пуркінє (чеськ. Vyprávění o Jiřím Purkyňovi, 1953)
- Зденеку Неєдлому на 75-й день народження (чеськ. Zdeňku Nejedlému k 75. narozeninám, 1953)
- Югославське коло (чеськ. Jugoslávské kolo, 1956)
- Епіграми (чеськ. Epigramy, 1958)
- Зачаровані людьми і землею (чеськ. Okouzlení lidem i zemí, 1960)
- Кицю, кицю коцята (чеськ. Kočko, kočko kočkatá, збірка дитячої літератури, 1963)
- Незабутнє (чеськ. Nevzpomínky, 1963)
- Павел і Гедвіка (чеськ. Pavel a Hedvika, 1975)
- Відлітайте. птахи моєї слабкості (чеськ. Odleťte, ptáci mé slabosti, посмертне видання, 1989)